# Conrad și Marcel Schlumberger
François Conrad Schlumberger (n. 2 octombrie 1878, Guebwiller, Alsacia; d. 9 mai 1936, Stockholm), a fost un geofizician francez, creatorul primelor metode de prospecțiune electrică a subsolului. 
Marcel Schlumberger (n. 21 iunie 1884, Guebwiller, Alsacia; d. 19 august 1953, Val-Richer, Normandia) a fost un inginer francez, promotor al aplicațiilor industriale ale prospecțiunii electrice; a fondat, împreună cu fratele său, Société de Prospection Électrique, din care s-a dezvoltat Schlumberger Limited, cea mai mare companie de prospecțiune petrolieră de pe glob.

Conrad Schlumberger

## Biografii
Născuți într-o familie de industriași alsacieni, studiază amândoi la școlile superioare de elită (grandes écoles) din Paris și devin ingineri. Conrad Schlumberger este numit la 29 de ani profesor de fizică la Școala Superioară de Mine (École des Mines) din Paris. Aici dezvoltă primele metode eficiente de cercetare electrică a subsolului prin măsurători făcute numai la suprafață. Lăsând curent electric să se scurgă prin pământ între doi electrozi poate trage concluzii cu privire la constituția solului studiind liniile de egal potențial electric la suprafață. Descoperă în felul acesta și un fenomen de polarizare spontană a solului în vecinătatea zăcămintelor metalice, ceea ce îi permite în 1913 să localizeze un depozit de cupru la Bor în Iugoslavia. Este prima descoperire a unui zăcământ metalic nemagnetic prin metode pur geofizice.
La cercetările sale se asociază după primul război mondial și fratele său. Tatăl lor le pune la dispoziție în 1919, sub forma unui contract, o sumă considerabilă (500.000 FRF)  pentru dezvoltarea metodelor de prospecțiune electrică. Ca urmare, în 1920, împreună cu doi asociați, deschid primul lor birou de studii și aplică noile metode la subsoluri cu consistențe foarte diferite. În acea perioadă s-a impus utilitatea hărților de rezistivitate aparentă a subsolului –  rezistivitatea unui teren omogen care ar duce la aceleași rezultate ale măsurătorilor – ca o completare a hărților geologice.
În 1923, primesc un contract din partea societății Steaua Română, al cărei director era Jules Meny, un absolvent al școlii de mine din Paris, pentru extinderea metodelor de prospecție electrică la cartarea sistematică a regiunilor petroliere române.  Un rezultat cunoscut al acestei cercetări a fost detectarea – pentru prima oară prin metode pur geofizice – de rezerve de gaz natural la Aricești (1923).
Deși afectată de criza economică din 1929-1933, Société de Prospection Électrique, creată în 1926, lucrează cu profit din 1929, grație aplicării metodelor electrice în forajele petroliere. Frații Schlumberger, împreună cu Henri-Georges Doll (1902-1991), ginerele și colaboratorul cel mai apropiat al lui Conrad Schlumberger, au dezvoltat în anii 1927-1929 tehnici de măsurare a potențialului electric spontan (self-potential) de-a lungul forajului, și a rezistivității diferitelor straturi traversate. În felul acesta se pot obține semnale specifice straturilor care conțin petrol.
Conrad Schlumberger încetează din viață în 1936, dar răspândirea și perfecționarea metodelor de prospecțiune și carotaj electric (în foraje) continuă cu mare rapiditate. In 1940, sediul Société de Prospection Électrique se mută la Houston (Texas). După război, chestiunile de prospecțiune la suprafață sunt continuate de Compagnie Générale de Géophysique, iar cele legate de măsurători în foraje petroliere de Schlumberger Limited.
Descrierea teoretică a procedurilor de prospecțiune electrică și problema interpretării hărților de rezistivitate aparentă (o problemă înrudită cu aceea a tomografiei electrice folosită in medicină) prezintă dificultăți matematice considerabile, care au fost și sunt în continuare obiect de studiu. Unul din primele astfel de studii – de determinare a distribuției de potențial în soluri cu stratificație paralelă – este datorat lui Sabba S. Ștefănescu, în colaborare cu C. si M. Schlumberger.